# Achaearanea caliensis
Achaearanea caliensis är en spindelart som beskrevs av Claude Lévi 1963. Achaearanea caliensis ingår i släktet Achaearanea och familjen klotspindlar. Inga underarter finns listade i Catalogue of Life.